# Liste von Kältemischungen
Diese Seite enthält Listen von Kältemischungen, die auf zwei unterschiedlichen Prinzipien beruhen.

## Organische Lösungsmittel
Hier wird ein (typischerweise organisches) Lösungsmittel mithilfe von Trockeneis oder flüssigem Stickstoff eingefroren. Wie bei einer Wasser/Eis - Mischung nimmt das Lösungsmittel anschließend während des Auftauens die Temperatur seines Schmelzpunkts ein, bis es wieder vollständig in den flüssigen Aggregatzustand übergegangen ist.
Auf dem gleichen Prinzip beruhen Kältebäder aus einer Suspension teilweise gefrorener Flüssiggase wie Stickstoff oder Wasserstoff, ein sogenannter Slush.
| Kühlmittel           | Organisches Lösungsmittel   | T (°C) | Anmerkung |
| -------------------- | --------------------------- | ------ | --------- |
| Trockeneis           | p-Xylol                     | 0+13   | [ 1 ]     |
| Trockeneis           | 1,4-Dioxan                  | 0+12   |           |
| Trockeneis           | Cyclohexan                  | 0+6    |           |
| Flüssiger Stickstoff | Ethylenglycol               | 0–10   |           |
| Trockeneis           | Ethylenglycol               | 0–15   |           |
| Trockeneis           | o-Xylol                     | 0–29   |           |
| Trockeneis           | 3-Heptanon                  | 0–38   |           |
| Trockeneis           | Acetonitril                 | 0–41   |           |
| Trockeneis           | Cyclohexanon                | 0–46   |           |
| Trockeneis           | m-Xylol                     | 0–47   |           |
| Trockeneis           | Diethylenglycoldiethylether | 0–52   |           |
| Trockeneis           | n-Octan                     | 0–56   |           |
| Trockeneis           | Diisopropylether            | 0–60   |           |
| Trockeneis           | Chloroform                  | 0–63   |           |
| Trockeneis           | Ethanol                     | 0–72   |           |
| Trockeneis           | 2-Propanol                  | 0–77   |           |
| Trockeneis           | Aceton                      | 0–78   |           |
| Flüssiger Stickstoff | Essigsäureethylester        | 0–84   |           |
| Flüssiger Stickstoff | 1-Butanol                   | 0–89   |           |
| Flüssiger Stickstoff | Hexan                       | 0–94   |           |
| Flüssiger Stickstoff | Aceton                      | 0–94   |           |
| Flüssiger Stickstoff | Toluol                      | 0–95   |           |
| Flüssiger Stickstoff | Methanol                    | 0–98   |           |
| Flüssiger Stickstoff | Cyclohexen                  | –104   |           |
| Flüssiger Stickstoff | Kohlenstoffdisulfid         | –110   |           |
| Flüssiger Stickstoff | Ethanol                     | –116   |           |
| Flüssiger Stickstoff | 1-Propanol                  | –127   |           |
| Flüssiger Stickstoff | Pentan                      | –131   |           |
| Flüssiger Stickstoff | 1,5-Hexadien                | –141   |           |
| Flüssiger Stickstoff | Isopentan                   | –160   |           |
| Flüssiger Stickstoff | (an sich)                   | –196   |           |

## Wassereis in Salzlösung
Bei diesen Kältemischungen wird Wassereis mit einem typischerweise anorganischen Salz gemischt. Durch das fortschreitende Aufschmelzen des Eises kühlt sich die Mischung (maximal) bis auf den Erstarrungspunkt der gesättigten Salzlösung ab. Die Wärmeenergie wird dabei zum Aufbringen der Schmelzenthalpie des Wassereises verbraucht. Eine positive Lösungsenthalpie des zugegebenen Stoffes verstärkt den Abkühlungseffekt.
Statt eines Salzes kann auch ein mit Wasser mischbares Lösungsmittel wie Aceton verwendet werden (s. u.).
| Kühlmittel | Salz                          | T (°C) | Anmerkung                           |
| ---------- | ----------------------------- | ------ | ----------------------------------- |
| Eis        | (Wasser)                      | 0      |                                     |
| Eis        | Ammoniumchlorid               | 0–5    | Mischungsverhältnis Salz/Eis: 0,3:1 |
| Eis        | Natriumthiosulfat Pentahydrat | 0–8    | Mischungsverhältnis Salz/Eis: 1,1:1 |
| Eis        | Calciumchlorid-Hexahydrat     | –10    | Mischungsverhältnis Salz/Eis: 1:2,5 |
| Eis        | Aceton                        | –10    |                                     |
| Eis        | Natriumchlorid                | –20    | Mischungsverhältnis Salz/Eis: 1:3   |
| Eis        | Calciumchlorid-Hexahydrat     | –40    | Mischungsverhältnis Salz/Eis: 1:0,8 |